# Matucana haynei
Matucana haynei là một loài thực vật có hoa trong họ Cactaceae. Loài này được (Otto ex Salm-Dyck) Britton & Rose mô tả khoa học đầu tiên năm 1922.

## Hình ảnh

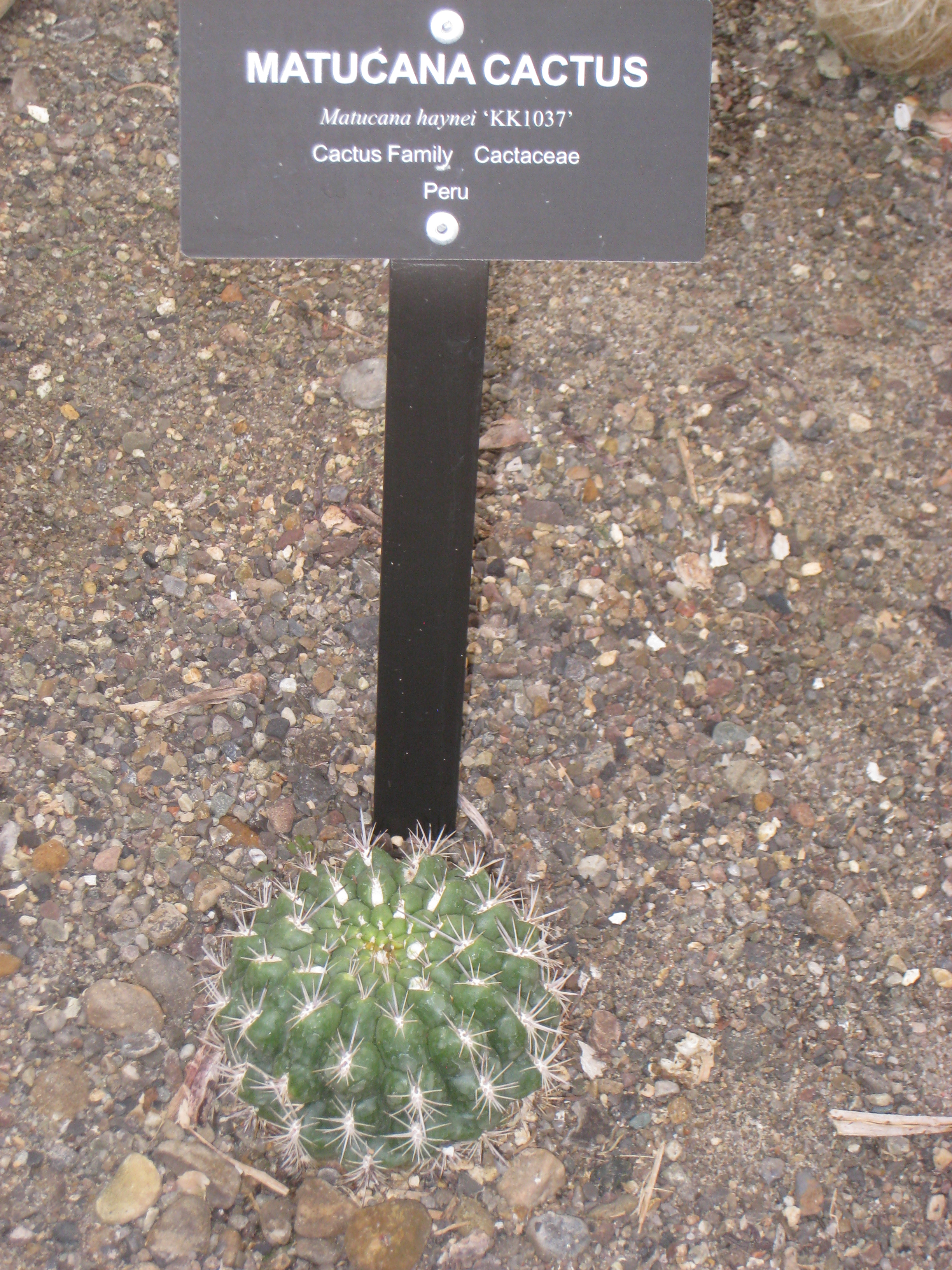
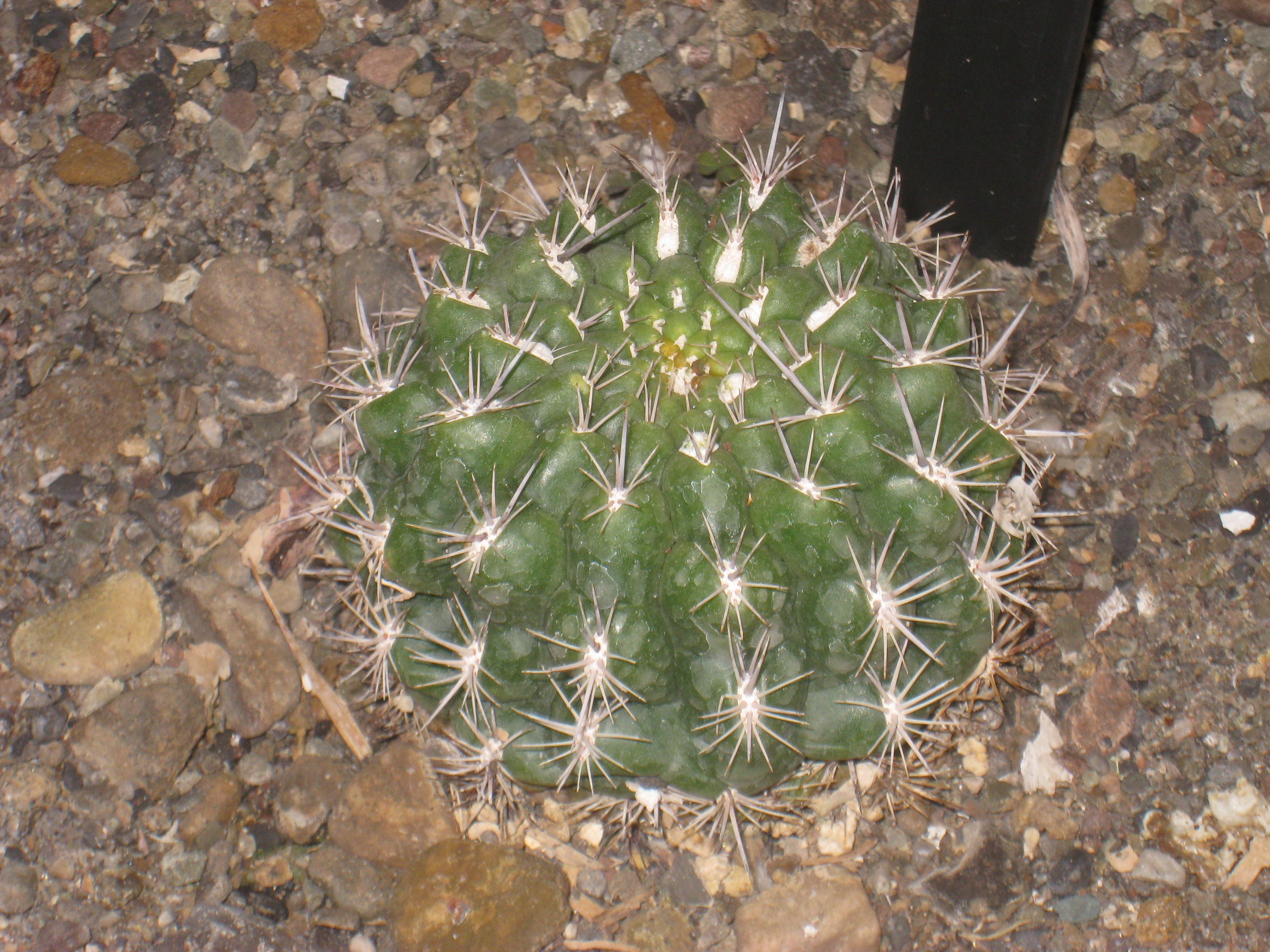
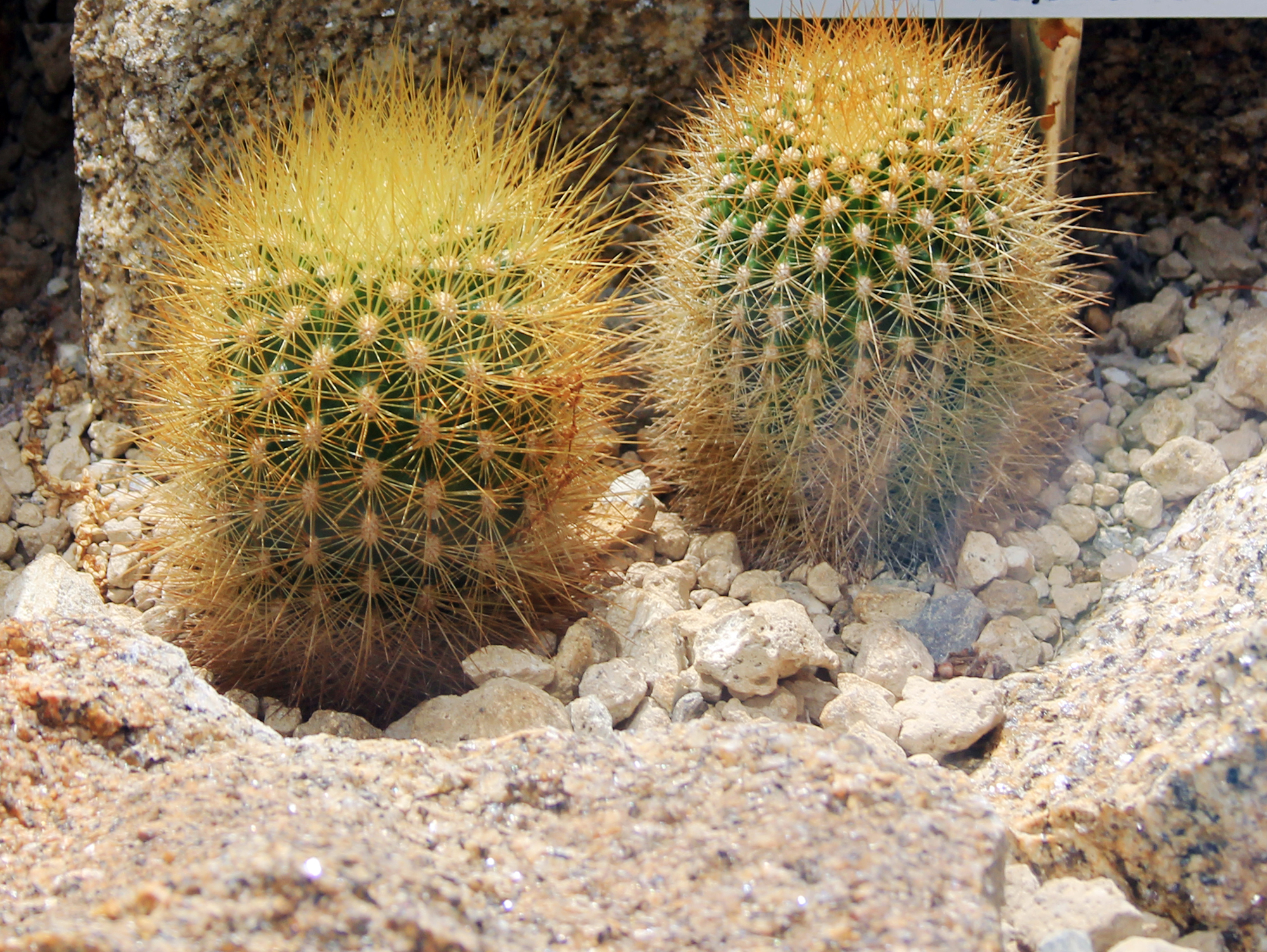
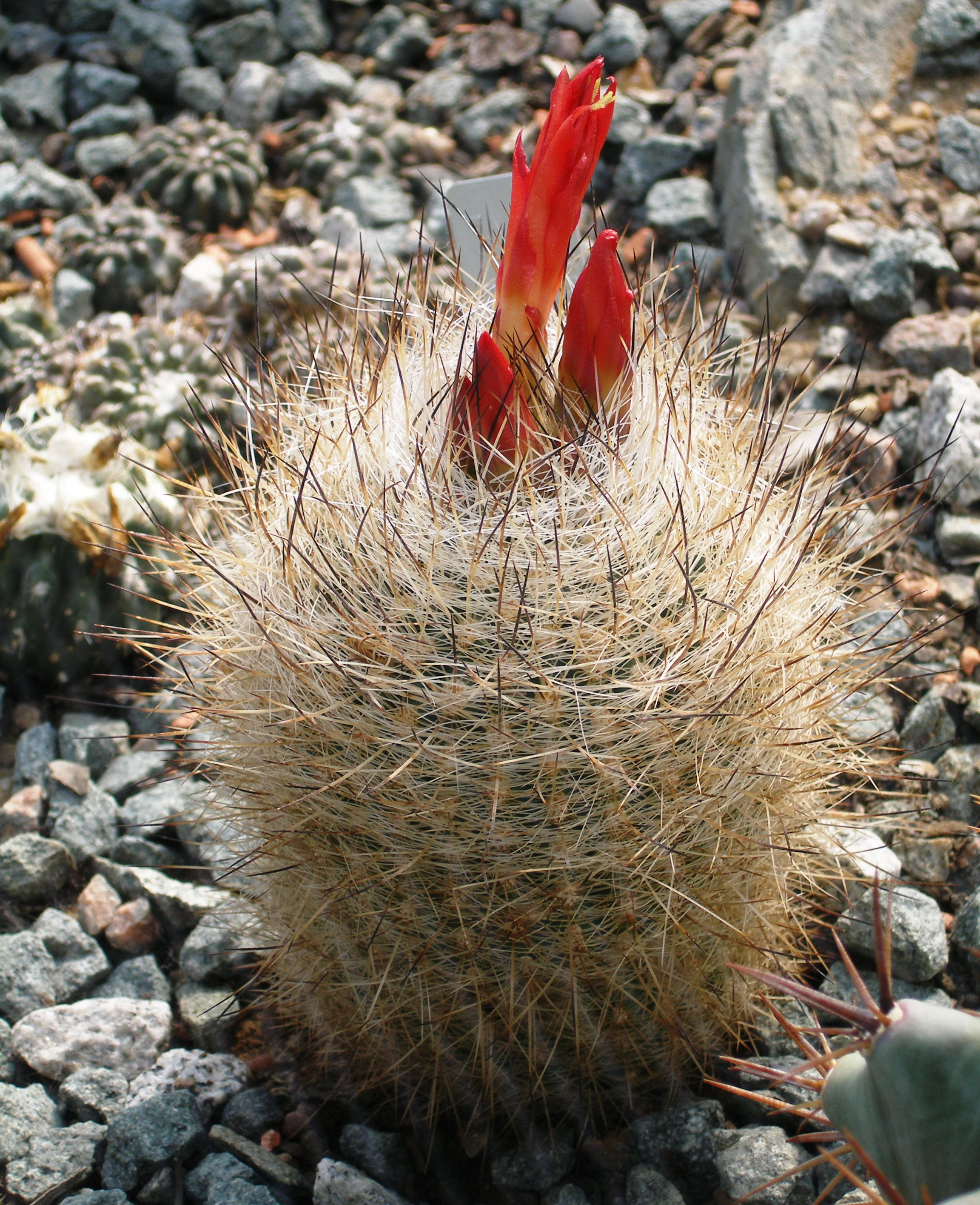